# Stefan Johansson (teaterman)
Karl Stefan Joakim Johansson,  född 28 april 1947, är en svensk regissör, tidigare teaterchef, dramaturg och kulturkritiker.
Johansson har en fil. kand. i litteratur-, teater- och filmvetenskap och har studerat musik i Sverige och utomlands. Han började sin teaterverksamhet vid Stockholms studentteater, innan han tillsammans med några kollegor startade den fria, experimentella Teater 9 i Stockholm 1969. Där var han verksam som konstnärlig ledare, regissör, aktör med mera fram till 1991 och gjorde teatern känd för en smal, exklusiv internationell repertoar i en rad uppsättningar, med specialisering på tyskspråkiga dramatiker som Heiner Müller och Thomas Bernhard. 1988-95 var han chef för Radioteatern, där han också regisserat ett antal produktioner genom åren. Från 1997 har han mestadels arbetat med opera, som chefdramaturg vid Kungliga Operan 1997-2013 och chefdramaturg och regissör vid Malmö Opera från 2010 till 2017. 
1997 regisserade han Richard Wagners omfattande Nibelungens ring i Dalhalla och Parsifal vid Malmö Opera 2012. För regin av nordenpremiären på Aribert Reimanns expressionistiska opera Lear våren 2013 på Malmö Opera tilldelades han Kvällspostens Thaliapris 2013. Han har skrivit ett antal kulturartiklar och är ledamot i den internationella teaterbranschorganisationen ITI:s organ för ny musikteater, "Music theatre now".